# Борель, Арман
Арма́н Боре́ль (фр. Armand Borel; 21 мая 1923, Ла-Шо-де-Фон, кантон Невшатель, Швейцария — 11 августа 2003, Принстон, Нью-Джерси, США) — швейцарский математик.
Член Национальной академии наук США (1987).

## Биография
Обучался в Швейцарской высшей технической школе Цюриха, ученик Хайнца Хопфа. С 1949 Борель переезжает в Париж, где становится учеником Жана Лере.
Основные работы Бореля лежат в области алгебры, в особенности теории групп Ли, где он применил спектральные последовательности Лере к вопросам топологии групп Ли. Его работа, в сотрудничестве с Жаком Титсом, по теории алгебраических групп имеет фундаментальное значение (в частности, за эти работы Титс получил в 2008 году Абелевскую премию) и алгебраической теории чисел. Совместно с Муром, он разработал теорию гомологий для локально компактных пространств ( гомологии Бореля — Мура).
Участник знаменитой группы «Николя Бурбаки», причём один из немногих её участников — не французов.

## Награды
- 1978 год: Медаль Брауэра
- 1991 год: Премия Стила «за обширный вклад в геометрию и топологию, теорию групп Ли, их решёток и представлений, теорию автоморфных форм и теорию алгебраических групп и их представлений».
- 1992 год: Премия Бальцана «за фундаментальный вклад в теорию групп Ли, алгебраических групп и арифметических групп, и за непрерывную деятельность по поддержанию высокого качества математических исследований и распространение новых идей».
- 1995 год: Эйлеровская лекция

## Публикации на русском языке
- О когомологиях главных расслоенных пространств и однородных пространств компактных групп Ли. Арман Борель. Перевод А. Л. Онищика / Расслоенные пространства и их приложения (1958), стр. 163-246 // Armand Borel. Sur La Cohomologie des Espaces Fibres Principaux et des Espaces Homogènes de Groupes de Lie Compacts / Annals of Mathematics, Second Series, Vol. 57, No. 1 (Jan. 1953), pp. 115-207
- Группы Ли и приведённые степени Стинрода. Арман Борель и Жан-Пьер Серр. Перевод Б. С. Виленской / Расслоенные пространства и их приложения (1958), стр. 247-281. // Armand Borel et Jean-Pierre Serre.
- Классифицирующие пространства ортогональных групп. Арман Борель. Перевод Б. С. Виленской / Расслоенные пространства и их приложения (1958), стр. 282-293. // Armand Borel. La cohomologie mod 2 de certains espaces homogènes, Comm. Math. Helvetici, 27 (1953), 165—197, Volume: 27, page 165-197, ISSN: 0010-2571.
- Арман Борель. Линейные алгебраические группы. — М.: Мир, 1972. — 271 с. // Borel, Armand (1969, 1991) [1969], Linear algebraic groups, Graduate Texts in Mathematics, vol. 126 (2nd ed.), Berlin, New York: Springer-Verlag, ISBN 978-0-387-97370-8, MR 1102012 {{citation}}: Проверьте значение даты: |year= (справка)Википедия:Обслуживание CS1 (year) (ссылка)